# Sparks (álbum)
Sparks es el título del sexto álbum del grupo de rock madrileño Sex Museum.
Cuando en el año 2000 Sex Museum firmaron con Locomotive Music, la discográfica reeditó Sparks junto con Sum, como un gesto de confianza por parte de Locomotive en su recién fichado grupo.

## Lista de canciones
1. «Black Mummy»
(Fernando Pardo)
2. «Damages»
(Fernando Pardo)
3. «He's a loner»
(Fernando Pardo)
4. «Sink Pisser»
(Fernando Pardo/Marta Ruiz)
5. «Minnesota Strip»
(Andy Shernoff)
6. «It's so easy»
(Marta Ruiz)
7. «Time killers, world killers»
(Fernando Pardo)
8. «Find Mecca»
(Fernando Pardo/Marta Ruiz)
9. «I'm free»
(Pete Townshend)
10. «Underture»
(Pete Townshend)
11. «Love becomes nightmare»
(Marta Ruiz)
12. «Lost frobo»
(Fernando Pardo)
13. «Absurdity»
(Fernando Pardo)
14. «Black sheep»
(SRC)
15. «Collectors»
(Fernando Pardo)
16. «Terrible coco»
(Fernando Pardo)

## Personal
- Miguel Pardo: voz.
- Fernando Pardo: guitarra y voz.
- Marta Ruiz: órgano Hammond.
- Pablo Rodas: bajo.
- Kiki Tornado: batería.

### Músicos adicionales
- Juanan: coros en «Sink Pisser».
- Rosana: coros en «Minnesota Strip».

### Personal técnico
- Fernando Pardo: producción.
- Sergio Marcos: técnico de sonido.
- Iain Burgess: mezclas.
- José María Rosillo: masterización.